# 告白 (1970年の映画)
『告白』（こくはく、仏: L’Aveu、英: The Confession）は、1970年制作のフランス・イタリア合作映画。
1951年にチェコスロバキアで起きた急進的スターリン主義者による大粛清の中で最悪の冤罪事件といわれるスラーンスキー事件（Slánský trial）を、事件の当事者の一人であるアルトゥール・ロンドンの手記を基に映画化したもの。
『Z』『戒厳令』と共にガヴラス監督の“三部作”といわれる（主演はすべてイヴ・モンタン）。

## あらすじ
1951年、プラハ。スペイン内戦や第二次世界大戦中のフランスの対独レジスタンス運動に参加した輝かしい経歴を持つ外務次官のジェラールことアルトゥール・ロンドンは、ある日突然、秘密警察に逮捕される。
独房と取調室と廊下だけという暗黒の世界で、ジェラールは西側のスパイ容疑という身に覚えのない罪で想像を絶する苛酷な取り調べを受け、自白を強要されるが、頑なに拒絶する。
しかし、同じく逮捕された友人たちは次々と罪を“告白”し、ジェラールは次第に追い詰められていき、ついに罪を認めざるを得なくなる。
すべては共産党内部の権力闘争による、急進的スターリン主義者が行なった大粛清の一環だったのだ。

## スタッフ
- 監督：コスタ＝ガヴラス
- 製作：ロベール・ドルフマン、ベルトラン・ジャヴァル
- 脚本：ホルヘ・センプルン
- 原作：アルトゥール・ロンドン（英語版）、リーズ・ロンドン
- 撮影：ラウール・クタール
- 音楽：ジョヴァンニ・フスコ（イタリア語版）
- 編集：フランソワーズ・ボノー
- スチール写真撮影：クリス・マルケル

## キャスト
- イヴ・モンタン：ジェラール/アルトゥール・ロンドン
- シモーヌ・シニョレ：リーズ・ロンドン（アルトゥールの妻）
- ガブリエーレ・フェルツェッティ：コウテック（共産党幹部）
- ミシェル・ヴィトー（フランス語版）：スモーラ
- ウンベルト・ラホ（イタリア語版）：オシック（保安部幹部）

## 備考
- 本作はスターリニズムに対する怒りをテーマとしたものであるが、ガヴラス、イヴ・モンタン、シモーヌ・シニョレは共産主義シンパであった（モンタンとシニョレは当時、実生活でも夫婦であり、夫婦で共産党や社会党の運動によく参加していた）。
- イヴ・モンタンはこの映画の撮影のため、体重を15キロも落とした。
- 釈放後パリに住んでいたロンドンが手記を書き終えた後、チェコスロバキアではプラハの春が起こり、ロンドンはチェコ作家同盟の援助でチェコ国内で手記を出版しようと考え帰国したが、1968年8月20日 、ソ連軍率いるワルシャワ条約機構軍の軍事介入（チェコ事件）が起こり、ロンドンはそれを目の当たりにした。これを受けてガヴラスは急遽、このシーンを付け加えた。

## 関連文献
本作の原作となった文献である。
- Artur a Lise London: L'aveu, dans l'engrenage du proces de Prague, Gallimard, Paris 1968
- London, Artur (1971). Confession. USA: Ballantine Books. ISBN 0345221702（英訳版）
- 稲田三吉・訳『自白－プラハ裁判煉獄記（上・下）』サイマル出版会、1972年 ISBN 978-4-377-20125-3（邦訳版）